# Jorge Rafael Videla
Jorge Rafael Videla (Mercedes, 1925. augusztus 2. – Marcos Paz, 2013. május 17.) argentin katonatiszt,  1976 és 1981 között az ország elnöke és diktátora, a nemzeti átszervezési folyamat során.
Kormánya felelős volt az emberi jogok megsértéséért. Uralma, amely a Kondor hadművelet idejére esett, Latin-Amerikában a hidegháború ideje alatt a leghírhedtebb volt.
Piszkos háború  néven ismerik az uralma alatti állami terrorizmust, amikor megfélemlítették és megölték a rendszerellenesnek nyilvánított embereket.

## Élete
A hadsereg egyik ezredesének fiaként 1944-ben diplomázott a Nemzeti Katonai Főiskolán, és az argentin hadseregbe osztották be. Folyamatosan emelkedett a ranglétrán.
1975-ben Isabel Perón a katonai intézmény nyomására kinevezte főparancsnoknak.

### Elnöksége
1976-ban az Isabel Perónt megbuktató államcsínnyel került hatalomra. Argentína elnöke lett egy háromfős (később ötfős) katonai junta élén, köztük Orlando Ramón Agosti tábornokkal és Eduardo Emilio Massera admirálissal.
Elnökként a korrupciótól hemzsegő kormánnyal, a szárnyaló inflációtól sújtott, összeomló gazdasággal, valamint a baloldali gerillák, például az ERP és a jobboldali peronista csoportok fegyveres támadása alatt álló társadalommal nézett szembe.
Felfüggesztette a Kongresszust, és a törvényhozási jogkört egy kilencfős katonai bizottságra ruházta; leállította a bíróságok, a politikai pártok és a szakszervezetek működését; és minden kulcsfontosságú kormányzati posztot katonai személyzettel töltött be. A katonaság és jobboldali szövetségesei csak 1976 márciusának utolsó hetében több száz baloldali személyt tartóztattak le, és a következő néhány évben további ezrek tűntek el, nyilvánvalóan meggyilkolva.
Gazdasági intézkedései mérsékelten sikeresek voltak, de a baloldal elleni folyamatos kampánya erős nemzetközi kritikát váltott ki, különösen azután, hogy a politikai letartóztatások és kivégzések körét kiterjesztette az újságírókra, oktatókra, diákokra és értelmiségiekre is. A hivatalos becslések szerint a meggyilkoltak száma 9000 volt, de más források becslése szerint az elnöksége alatt 15-30 ezer embert öltek meg a katonai és a jobboldali halálosztagok, sokan mások pedig kínzást és bebörtönzést szenvedtek el.
Videla 1981-ben nyugdíjba vonult, utódja Roberto Viola tábornok lett.

### Visszavonulása után
Miután Argentína 1983 decemberében visszatért a polgári kormányzás alá, vádat emeltek a junta különböző, korábbi vezetői ellen, a katonaság által elkövetett emberi jogi visszaélések miatt. Őt 1985-ben gyilkosságért ítélték el, életfogytiglani börtönbüntetésre, de 1990-ben kegyelmet kapott.
Ügyét később újra elővették. 
1998-ban házi őrizetbe helyezték.
2007-ben egy argentin bíróság hatályon kívül helyezte az 1990-ben neki adott kegyelmet. 2008-ig házi őrizetben volt, amikor is börtönbe szállították.
2010-ben indult egy újabb per, amelyben az idős Videla ellen további gyilkossági vádak merültek fel. 2012 nyarán 50 év börtönbüntetésre ítélték. 2013-ban a börtönben halt meg.